# Smilax orbiculata
Smilax orbiculata är en enhjärtbladig växtart som beskrevs av Jacques-Julien Houtou de La Billardière. Smilax orbiculata ingår i släktet Smilax och familjen Smilacaceae.
Artens utbredningsområde är Nya Kaledonien. Inga underarter finns listade.